# 최상열 (연출가)
최상열은 대한민국의 텔레비전 드라마 연출 감독이다.

## 드라마
- 2019년 KBS2 월화 미니시리즈 《너의 노래를 들려줘》 ... 공동연출
- 2020년 KBS2 드라마스페셜 《도둑잠》 ... 연출
- 2020년 KBS2 드라마스페셜 《일의 기쁨과 슬픔》 ... 연출
- 2021년 KBS2 드라마스페셜 TV 무비《희수》 ... 연출
- 2023년 KBS2 월화 미니시리즈 《순정복서》 ... 공동연출
- 2025년 KBS2 주말 특별기획 드라마 《독수리 오형제를 부탁해》 ... 연출